# 周禮
《周礼》又稱《周官》，先秦典籍不见征引，全书的定型是在戰國时期，從書名來看應該是記載周代官制的書籍，但內容卻與周代官制不符，可能是理想中的政治制度與百官職守。相傳為周公所作。
漢初無此書，西汉河间献王劉德以重金购得《周官》古文经后，献给了朝廷，深藏于秘府，“五家之儒莫得见焉”。漢代原稱《周官》，西漢劉歆始稱《周禮》，王莽時，《周官》才更名《周礼》、置博士授业，内容被公开，刘歆弟子杜子春，设私校传《周礼》之学，贾逵、马融、郑玄等竞相研习，鄭玄為之作註，鄭興作《周官解詁》。《周禮》一書稱得上善本又通行易得的版本是阮元《十三經註疏》中的漢鄭玄注、唐賈公彥疏的《周禮注疏》和清孫詒讓《周禮正義》。
《周禮》通過介紹周代的官制，描繪出古代儒家對理想社會的總構思，是中国第一部记载國家政權組織機構及其職能的书籍。有學者在整理西周金文職官資料時，發現西周金文中的職官有許多與《周禮》所記相合。要想了解西周金文中的職官，「無法脫離《周禮》一書」。周禮所體現的制度設計是中國古代國家制度的本源，包括器用、衣冠、官制、軍制、田制、稅制、禮制等國家政治制度。《周禮》與《儀禮》、《禮記》統稱“三禮”。唐代立為九經，也是儒家十三經之一。劉歆最早奏請列《周官》於經而稱其為《周禮》，認為它是「周公致太平之跡」。漢時，列入古文經，與當時今文經講微言大義不同。《周禮》以及漢朝依《周禮》建立起來的各項制度，對唐朝以及宋朝、明朝的政治軍事經濟制度都產生了不可忽視的影響。周礼相当于一部政典，被認為是漢唐宋明得以世綿國祚的根源。

## 内容
《周礼》内容六篇分載天、地、春、夏、秋、冬六官，記古代理想官制，其中冬官經秦火已亡佚，漢時由《考工記》補足。其书虽本名《周官》，实则上则以官制为纲绳，大而至于政治、军事，小而至于衣冠、陈设，无所不述，无不有义。鄭玄著《周官禮註》與《儀禮》、《小戴禮記》被列入儒家經典中的“三禮”之一，及唐代则有賈公彥作疏。
《周禮》的國家體制是華夷之辨、中華正統的標準之一。南朝梁武帝時，一度領先北朝，此由《北齊書·杜弼傳》引述高歡的話說:“江東復有一吳兒老翁蕭衍者，專事衣冠禮樂，中原士大夫望之以為正朔所在。”隨後，北朝宇文泰令盧辯、蘇綽仿周禮更改官制，正式依據《周禮》建置六官，目的在於從文化上繼承周制，以作為繼承漢文化的正統。

### 周禮篇章
- 天官冢宰第一：本章总述政府官制，北周時代據此設立「吏部」，掌管政府官員。
- 地官司徒第二：本章描述民政与财政制度，北周時代據此設立「戶部」，掌管戶籍和徵稅。
- 春官宗伯第三：本章描述祭祀制度，北周時代據此設立「禮部」，掌管教育及祭祀。
- 夏官司馬第四：本章描述軍事制度[9]，北周時代據此設立「兵部」，掌管軍事方面。
- 秋官司寇第五：本章描述司法与外交制度[10]，北周時代據此設立「刑部」，掌管法律和刑罰。
- 冬官考工記第六：《周禮》闕〈冬官〉，漢儒以〈考工記〉補之，本章描述各種工具器物的製作方法与国家工程准则，北周時代據此設立「工部」，掌管工程方面。

### 職官
職官制度是國家政治制度的重要組成部分。《周禮》開宗明義便指出: "惟王建國,辨方正位,體國經野,設官分職,以為民極。" 這是儒家學者提出的古代國家的建國大綱。《周禮》總述了天、地、春、夏、秋、冬六大系列402種職官的名稱、職級、屬員數額等編制情況。《周禮》夏官所屬有職方氏，掌智地圖與四方的職貢。唐宋明清皆於兵部設職方司。

## 有关争议
《周禮》成書於何時亦是今古文之爭的一大內容。西汉刘德 (河间王)（？-130 BC）收集的古文中已含《周礼》。西漢末年，古文經學首創者劉歆（c.50 BC-23 CE）推崇《周禮》、《左傳》，引發今文經學今文家的強烈反對。因王莽託古改制以《周禮》為本，古文經學地位遂大為提高。《周禮》之制度多與他書不同，故攻擊者尤眾。然前人之攻擊者，亦多認為周制。至于后人，今文家何休認為該書是“六國陰謀之書”。
宋朝王安石變法時，效法《周禮》的精神以執行新法，王安石认为，“一部《周礼》，理财居其半”，引起反對派極大的反彈，其著有《周官新義》；蘇轍首先寫了長篇大論，言《周禮》之不可信。宋代欧阳修曾怀疑《周礼》，认为如按《周礼》，官多田少，禄田将不足数。12世纪《周礼》为代替长期亡佚的《乐经》，被算进五经。
到了明末清初萬斯同著有《周官辨非》，指書中偽著五十餘處。姚際恆《古今偽書考》說它“出於西漢之末”。清代沈彤作《周官禄田考》答复欧阳修的疑难，惠栋称誉“二千年来聚讼，一朝而决”。康有為《新學偽經考》認為《周禮》是劉歆偽造，不过这个说法明显不能成立，因为《周官》早在汉武帝时已被发现，而康有为否认有河间献王得书一事。
柳翼謀在《中國文化史》“周之禮制”中，認為並非偽作，《周禮》“實成、康、昭、穆以來王官世守之舊典，以之言西周之文化，固非托古改制之比也。”
现知，书中所言一些概念的称呼迟至战国出，为战国时所行，由此确知了成书年代，且最终定本至少不会晚于汉代。钱穆和顾颉刚等人即持此说。顧頡剛認為周禮在戰國齊國寫成。余英時基于《周礼》篇目与同时代金文与历法的比较，得出《周礼》成书于战国末期的结论。这样，“周”指的就不是西周，而是战国时期镐京的周国。

## 註疏
- 《周禮註疏》--東漢鄭玄註《周禮注》；唐賈公彥疏《周禮疏》五十卷。十三經注疏之一。
- 《周禮疑義舉要》--清江永注。
- 《周禮正義》--清孫詒讓注。[16]
- 《周官集注》十三卷—清方苞注。
- 《周官析疑》三十六卷—清方苞注。

## 附註
1. ↑  （汉）郑玄（唐）贾公彦，（整理）彭林.周礼注疏：十三经注疏.上海古籍出版社，2010年
2. ↑  《史記/魯周公世家》，「成王在豐，天下已安，周之官政未次序，於是周公作周官，官別其宜。」：大意是說，周公在天下已經安定之後(謂已平管蔡，天下來歸)，為了要讓周朝廷之官政有次序，且能各別其職(官宜)，於是制定《周官》。
3. ↑  《馬融傳》稱：“秦自孝公已下，用商君之法，其政酷烈，與《周官》相反。故始皇禁挾書，特疾惡，欲絕滅之，搜求焚燒之獨悉”。
4. ↑  《汉书·景十三王传》
5. ↑  马融《周官传》
6. ↑  楊朝明，《出土文獻與儒家學術研究》，台灣書房出版有限公司, 2007
7. ↑  《大淸會典》卷首：“周禮一書、蓋承唐虞夏殷之緖、而加以文武制作之隆。上紹古先、下開來葉。自是厥後、漢唐宋明、膺運享祚者、莫不著之章程。布在方策、設官分職、猶師虞周之成憲焉。”
8. ↑  吳佩孚《循分新书》：“禮教救國，為亙古不易之論，故虞契敷陳五教，姬公製作周禮。漢唐宋明因之世綿國祚。秦政五季廢之，以速滅亡。”
9. ↑  爾雅有載夏天為用兵之時。
10. ↑  古時行刑皆在秋天行刑。
11. ↑  王安石：《答曾公立书》，《临川先生文集》卷七十三，中华书局，1959年，第773页。
12. ↑  晁公武《郡斋读书志》在讲到王安石《新经周礼义》时指出：“至于介甫，以其书理财者居半，爱之，如行青苗之类，皆稽焉，所以自释其义者，盖以其所创新法尽傅著之，务塞异议者之口。后其党蔡卞、蔡京绍述介甫，期尽行之，圜土方田皆是也。”
13. ↑   (PDF). Indiana University.   [28 October 2016]. （原始内容存档 (PDF)于2016-03-28）.
14. ↑  . Cultural China. Shanghai News and Press Bureau.   [28 October 2016]. （原始内容存档于2009-11-19）.
15. ↑  Theobald, Ulrich. . China Knowledge.   [28 October 2016]. （原始内容存档于12 July 2011）.
16. ↑  何晉編著：《新編中國歷史文選》，北京大學出版社，2007年，第137頁。

## 延伸阅读
[在维基数据编辑]
 在维基文库阅读本作品原文
 《周禮 (四部叢刊本)》
 《欽定古今圖書集成·理學彙編·經籍典·周禮部》，出自陈梦雷《古今圖書集成》
 《欽定古今圖書集成·經濟彙編·禮儀典·禮儀總部》，出自陈梦雷《古今圖書集成》